# Brownsville (Pensilvânia)
Brownsville é um distrito localizado no estado norte-americano de Pensilvânia, no Condado de Fayette.

## Demografia
Segundo o censo norte-americano de 2000, a sua população era de 2804 habitantes. 
Em 2006, foi estimada uma população de 2671, um decréscimo de 133 (-4.7%).

## Geografia
De acordo com o United States Census Bureau tem uma área de 
2,9 km², dos quais 2,6 km² cobertos por terra e 0,3 km² cobertos por água. Brownsville localiza-se a aproximadamente 277 m acima do nível do mar.

## Localidades na vizinhança
O diagrama seguinte representa as localidades num raio de 8 km ao redor de Brownsville. 